# ان‌جی‌سی ۷۶۷۴
ان‌جی‌سی ۷۶۷۴ (انگلیسی: NGC 7674) یک کهکشان مارپیچی است که در صورت فلکی اسب بزرگ واقع شده است. این کهکشان در فاصله ۳۵۰ میلیون سال نوری از زمین قرار دارد، که با توجه به ابعاد ظاهری آن، به این معنی است که NGC 7674 حدود ۱۲۵۰۰۰ سال نوری وسعت دارد. این کهکشان در ۱۶ اوت ۱۸۳۰ توسط جان هرشل کشف شد.